# Piast Szczecin
Piast Szczecin – polski kobiecy klub siatkarski ze Szczecina.

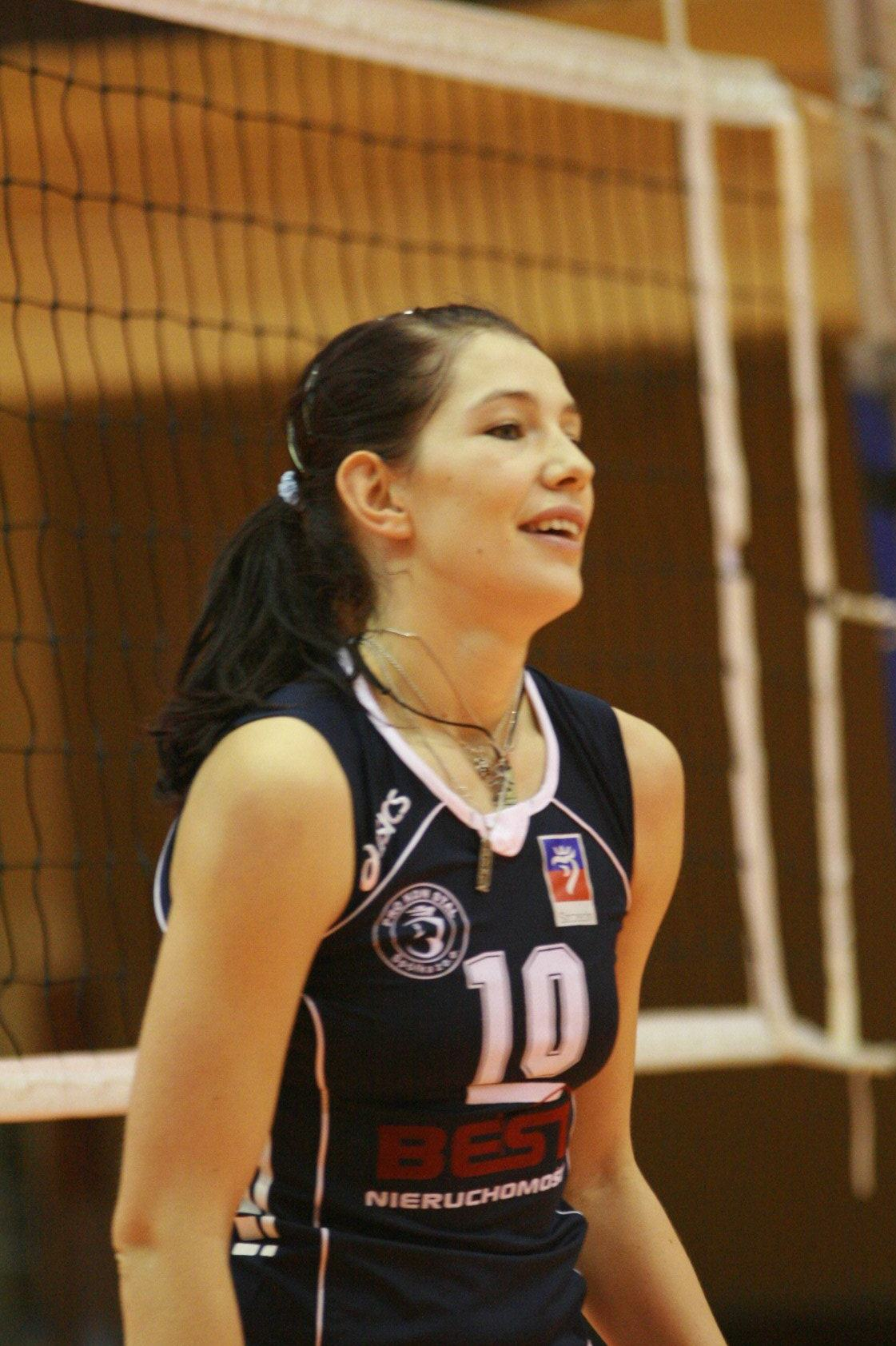
Paulina Chojnacka zawodniczka Piasta w latach 2005-2009